# Zdravko Alujević
Zdravko Alujević je bio hrvatski nogometaš. 

Igrao je u RNK Split. U sezoni 1957/58. bio je najbolji klupski strijelac. U toj sezoni odigrao je 22 utakmice i postigao 12 golova. Bio je strijelac prvog i zadnjeg zgoditka svoga kluba u toj prvoligaškoj sezoni.